# アメリカムラサキウニ

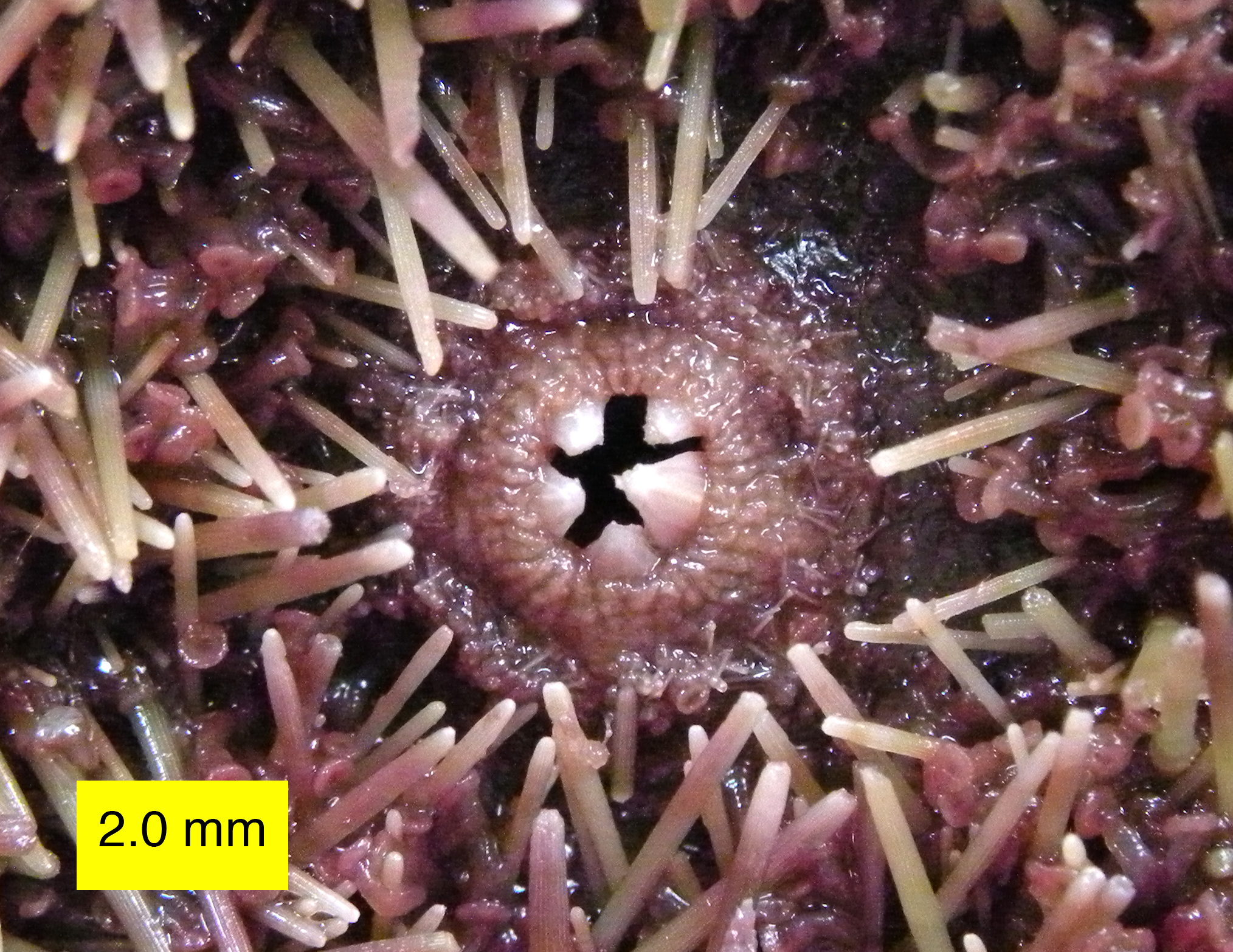
アメリカムラサキウニの口腔

アメリカムラサキウニ（亜米利加紫海胆、英名: purple sea urchin、学名: Strongylocentrotus purpuratus）は、オオバフンウニ科に属するウニの一種。カナダ、アメリカ合衆国、メキシコ北部の太平洋沿岸に生息する。
カリフォルニア周辺で一般的なウニの一つであり、科学的研究で広く用いられているモデル生物である。2006年には、棘皮動物として初めてゲノム配列が完全に解読された。研究結果によると、推測される遺伝子の数は2万3300でヒトとほぼ同じであった。また、遺伝子の70%はヒトと共通していることが明らかとなった。
日本沿岸に生息するムラサキウニ（Heliocidaris crassispina）とは別の科に属する。